# Besednice
Besednice è un comune mercato della Repubblica Ceca facente parte del distretto di Český Krumlov, in Boemia Meridionale.